# Karin Larsson
Pour les articles homonymes, voir Larsson.
Karin Larsson, née Karin Bergöö le 3 octobre 1859 à Örebro et morte le 18 février 1928 à Sundborns, est une artiste suédoise.
Artiste peintre, elle a par ailleurs consacré son talent artistique à des créations de décoration intérieure (tapisseries, broderies) qui ont notamment servi de décor aux œuvres intimistes de son mari, le peintre Carl Larsson, dont elle a été la muse.

## Biographie
Fille d'un homme d'affaires, Karin Bergöö grandit à Hallsberg. Très tôt, elle montre des dispositions artistiques et part étudier à l'école des Arts et Métiers de Stockholm (Slöjdskolan), puis à l’École des Beaux-arts (Konstakademien) de 1877 à 1882.

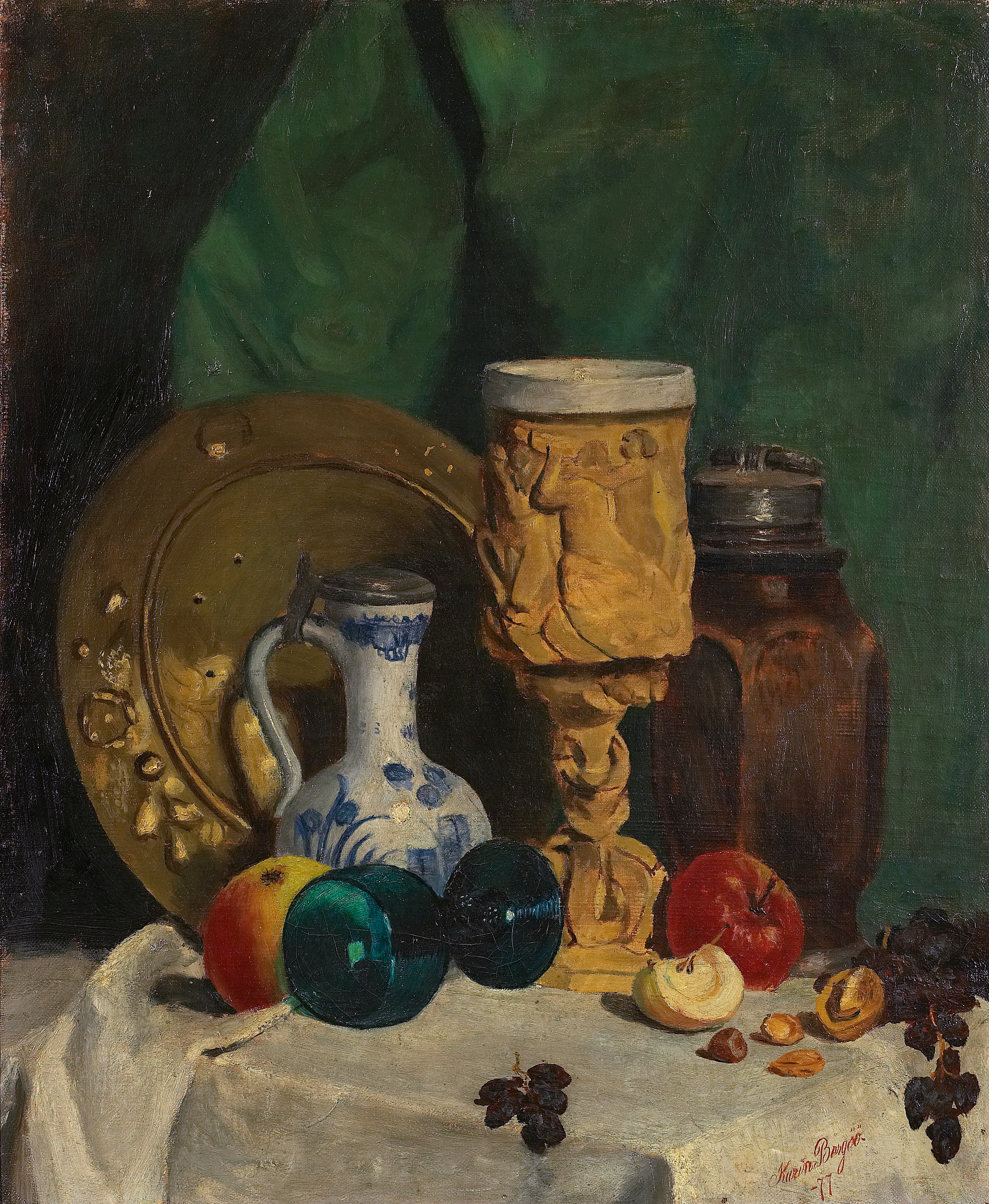
Karin Bergöö, Nature morte aux fruits et aux tasses, 1877, Dalarnas museum, Falun, Suède

Après ses études, elle séjourne auprès de la communauté d'artistes scandinaves installée dans le petit village de Grez-sur-Loing (Seine-et-Marne), découvert par Jean-Baptiste Corot. C'est là qu'elle rencontre en 1882 le peintre Carl Larsson, dont elle tombe amoureuse, et qu'elle épouse l'année suivante. Leur première fille, Suzanne, naît en 1884.

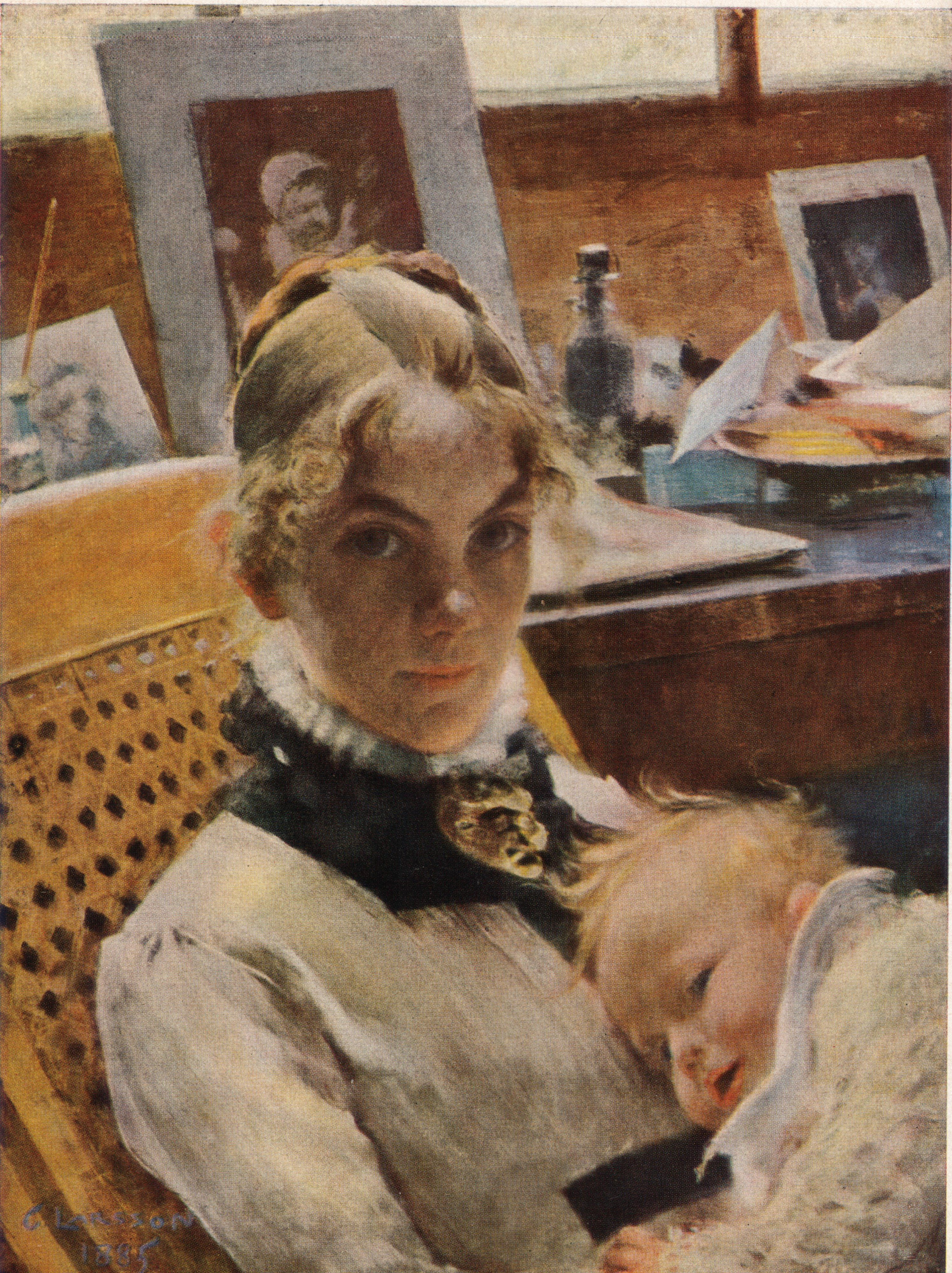
Carl Larsson, Karin avec Suzanne, aquarelle, 1885.

Le couple revient en Suède en 1885, d'abord à Stockholm puis à Göteborg. Karin Larsson abandonne la peinture pour se consacrer à sa famille qui s'agrandit rapidement : Ulf en 1887, Pontus en 1888, Lisbeth en 1891, Brita en 1893, Mats en 1894, Kersti en 1896 et Esbjörn en 1900.
En 1888, le père de Karin Larsson donne au jeune couple une maison, Lilla Hyttnäs, dans le village de Sundborn, près de Falun (Dalécarlie). Le couple transforme progressivement le petit cottage de bois en une belle maison d'artistes. Karin Larsson utilise son talent créatif et son goût artistique dans la décoration de cette résidence, qui devient le décor des œuvres de son mari. Elle joue ainsi un rôle de tout premier plan dans la carrière de Carl Larsson, qui se tourne vers une peinture intimiste.

## Œuvres

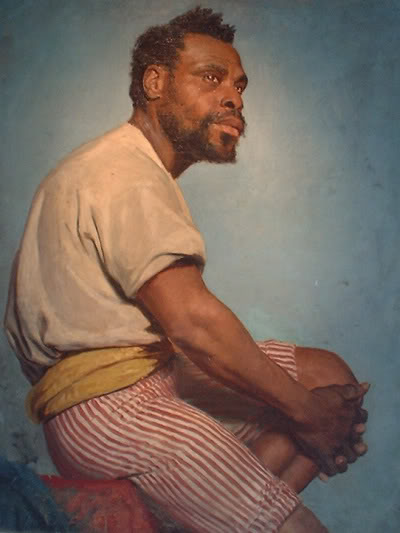
Karin Bergöö, Pierre Louis Alexandre, 1879, Galerie nationale d'Art, Washington D.C.

En 1879, Karin Bergöö peint le portrait de Pierre Louis Alexandre, dans une tenue mélangeant le costume « maure » et celui de docker, sa profession principale. Ce  tableau devient le plus célèbre des nombreux tableaux représentant Alexandre, l'homme ayant posé pour une quarantaine de peintures et sculptures entre 1878 et 1903, à l'Académie royale suédoise des Beaux-Arts et à la Konstfack. À l'origine intitulé Negern Pettersson (« Pettersson le Nègre »), il est acquis en septembre 2024 par la Galerie nationale d'Art de Washington D.C., qui en change le titre, désormais désobligeant, pour Pierre Louis Alexandre.
Après son mariage, Karin Larsson conçoit une décoration intérieure originale mélangeant textiles modernes et mobilier rustique. Elle crée des tapisseries, des broderies, des vêtements pour elle et ses enfants, dont le célèbre « tablier Karin ». Son style a influencé le style suédois.

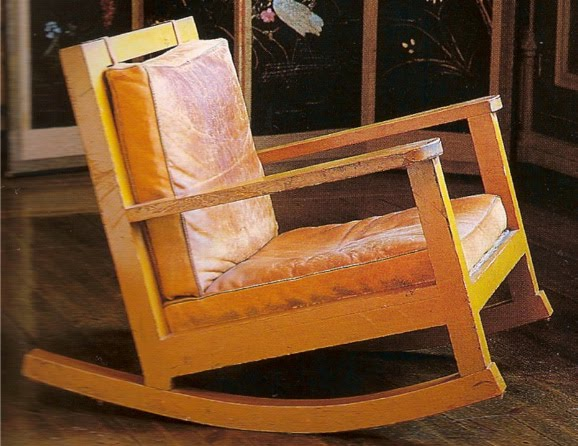
Un rocking-chair designé par Karin Larsson

Ses créations ont fait l'objet d'une exposition au Victoria & Albert Museum à Londres en 1997. Dans le catalogue on lit : « Les textiles de Karin étaient proprement originaux. Pré-modernes, ils ont introduit un nouveau style abstrait en tapisserie. Ses compositions audacieuses étaient exécutées dans des couleurs vives ; ses broderies comportaient fréquemment des plantes stylisées. Sur des tissus noir et blanc, elle réinterprétait les motifs japonais. Techniquement audacieuse, elle explora les savoir-faire populaires et en expérimenta d'autres. Un bon exemple de ses tissages est la tapisserie 'Les quatre éléments' qu'elle a composé en 1903 pour accrocher au-dessus du nouveau canapé de la salle à manger. A Sundborn, les Larsson développèrent un véritable partenariat esthétique. Il était expansif, couvrant les murs de fleurs et feuillages, elle arrangeait les fleurs dans des créations austères et souvent abstraites. Les couleurs de l'intérieur semblaient avoir été décidées de concert. Leurs contributions conjuguées créèrent un tout parfait. ».